# Mirni (Sakhà)
Mirni - Мирный (rus) - és una ciutat russa de la República de Sakhà. Es troba a la vora del riu Ireliakh, a la conca del Viliúi. És a 820 km a l'oest de Iakutsk. Fou fundada el 1955 després d'una expedició de Iuri Khabardin quan hi descobrí una mina de diamants, i obtingué l'estatus de ciutat el 1959.

## Galeria d'imatges

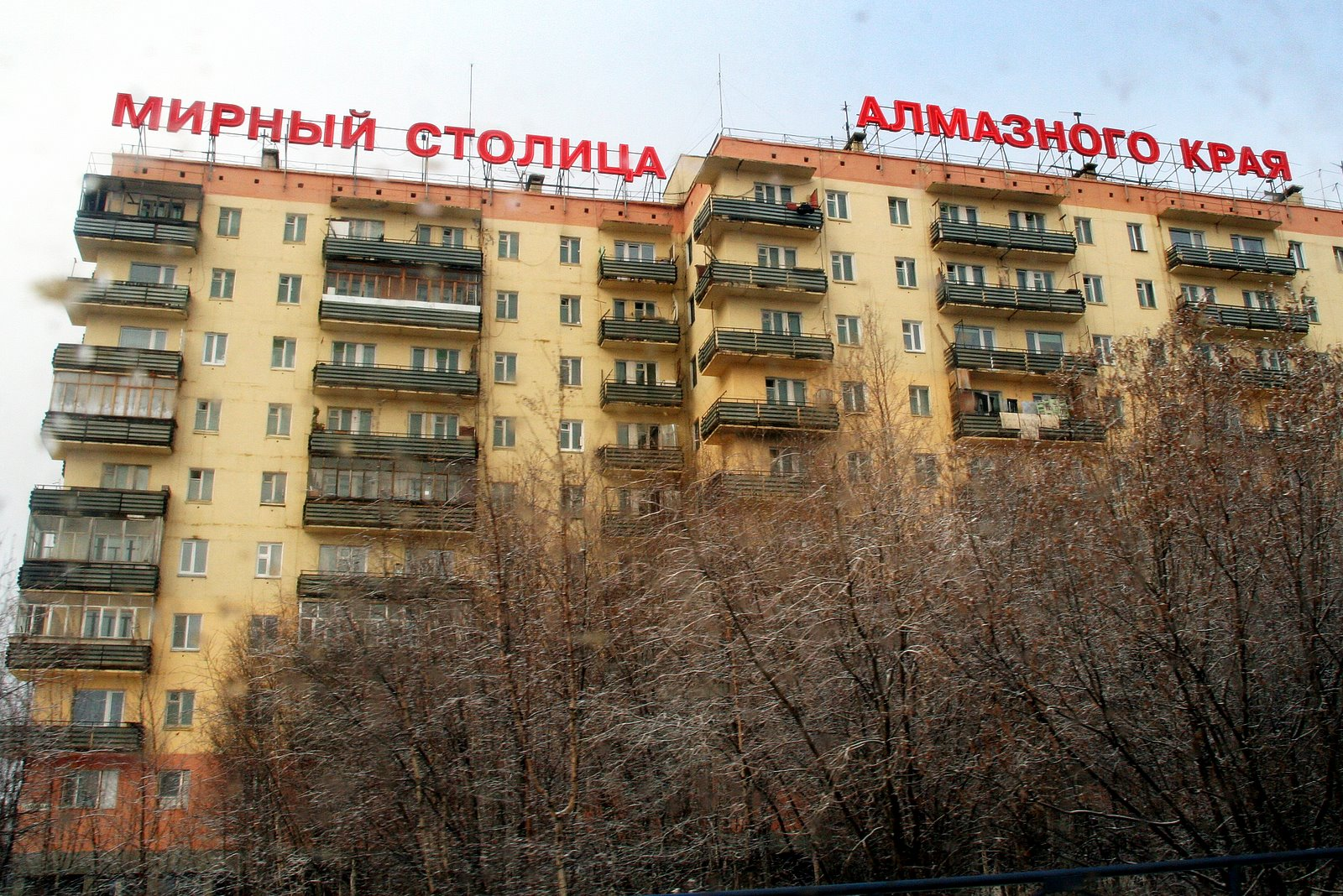
Apartaments a Mirni.
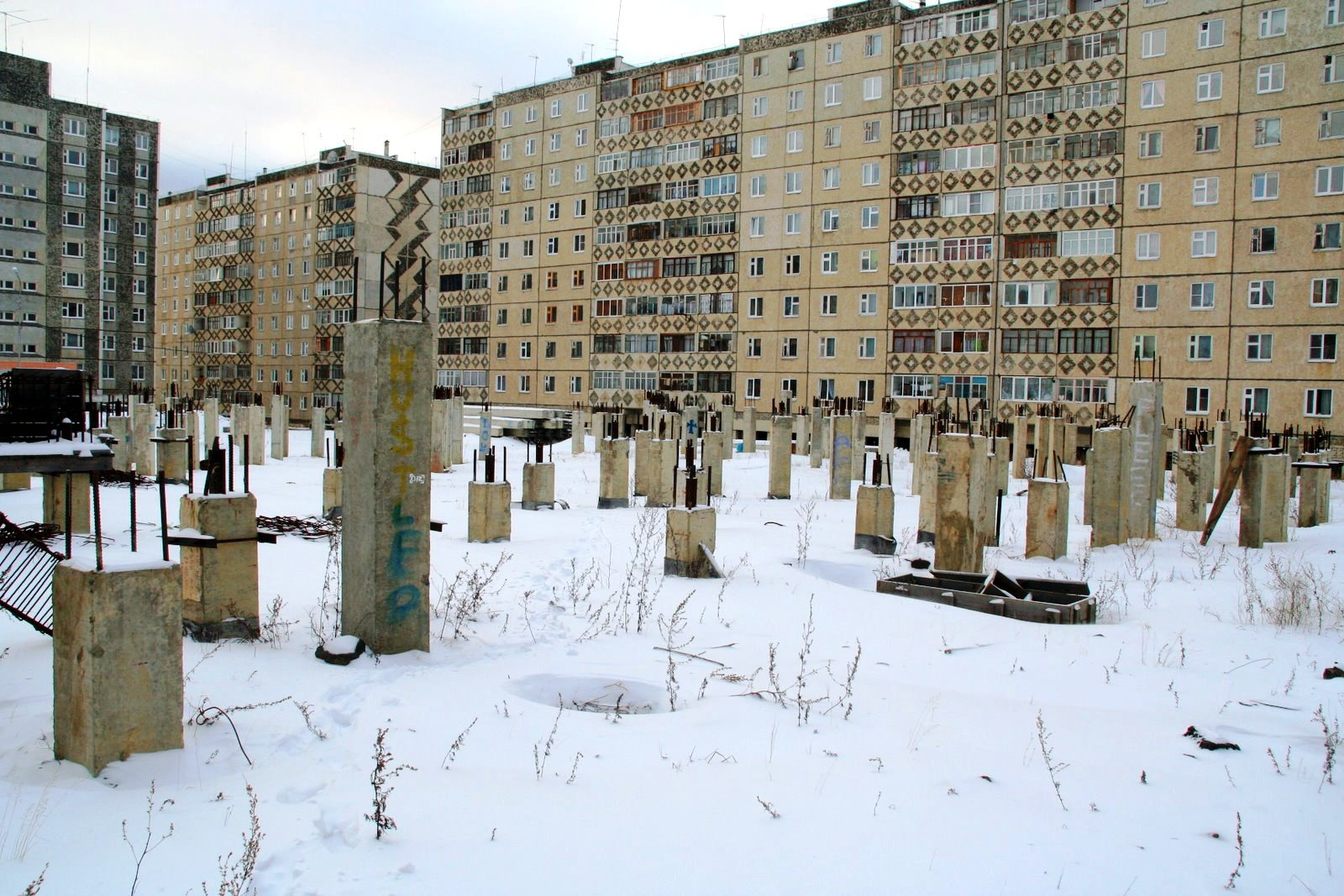
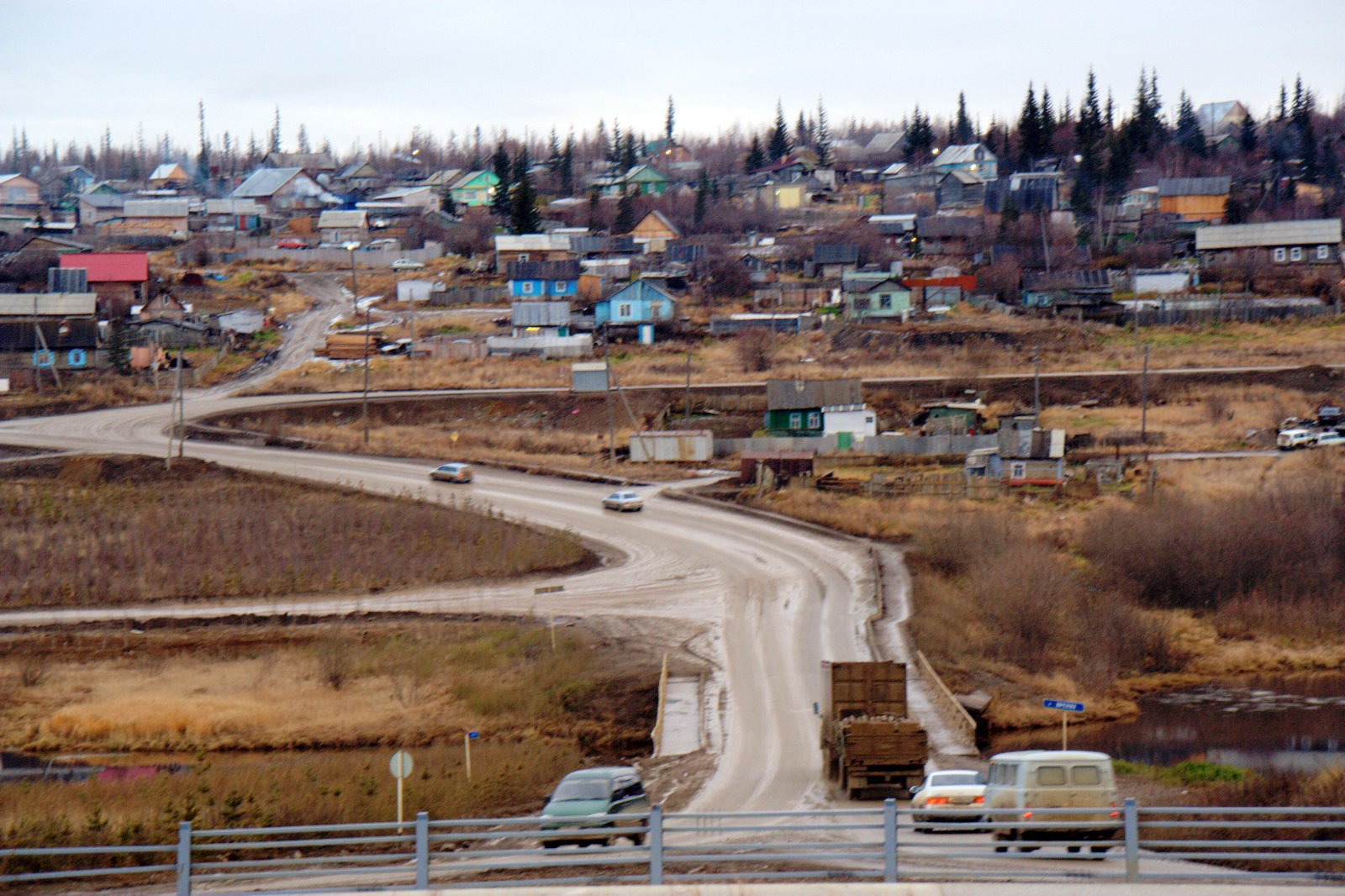
Barri als afores de la ciutat.